# Jerevans trådbussnät

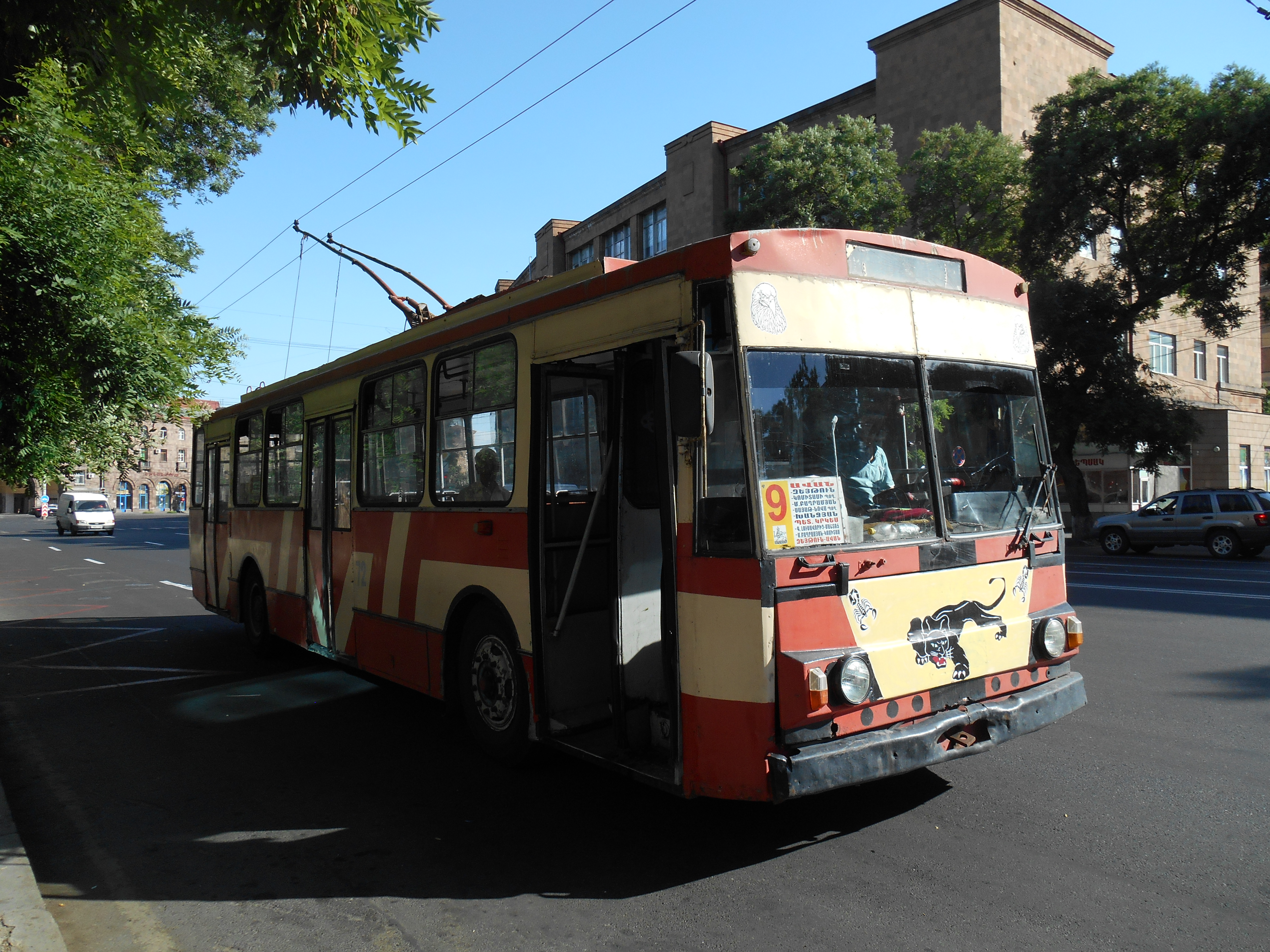
Trådbuss av modell Škoda 14Tr på linje 9 i Jerevan, 2017

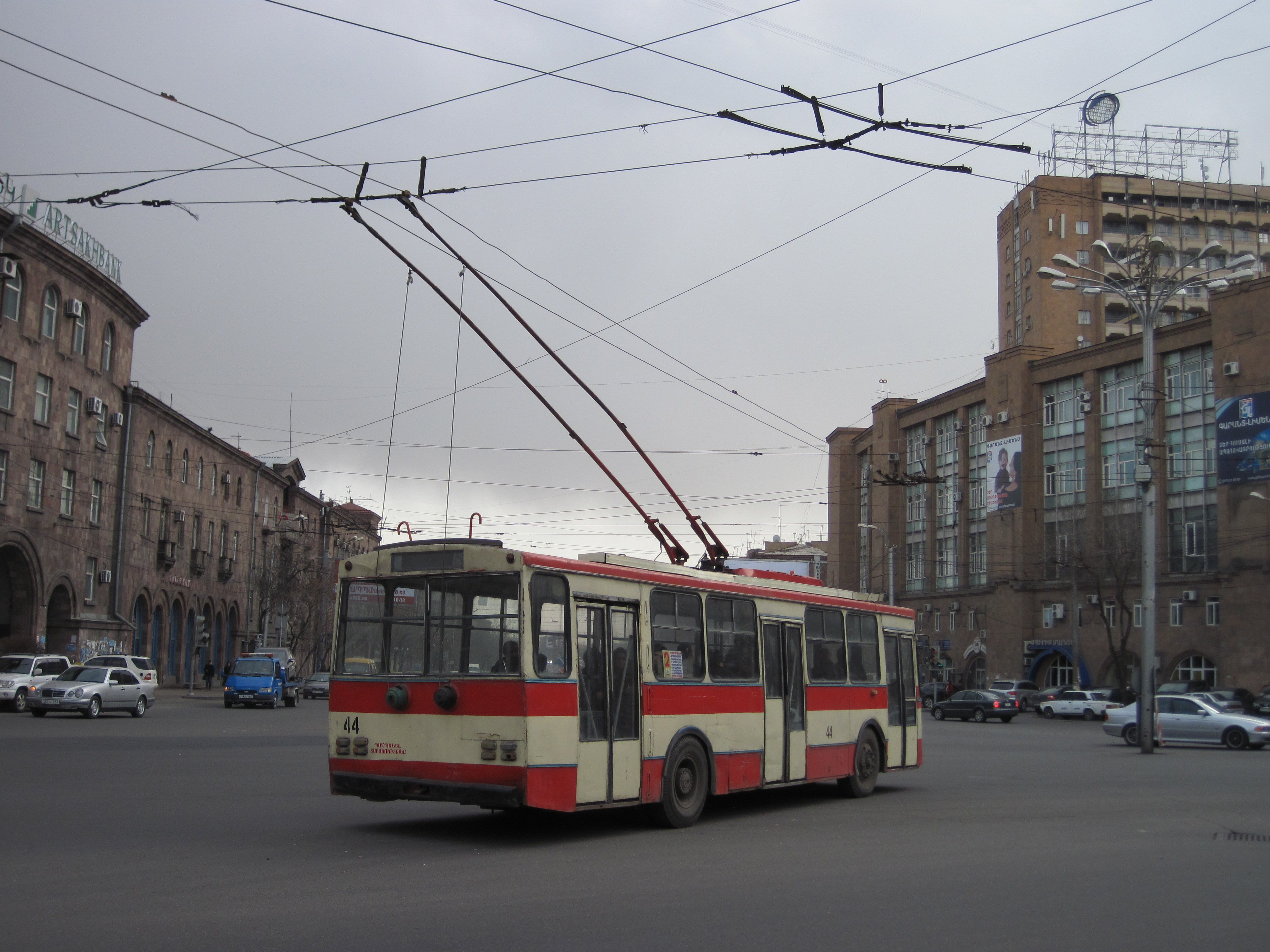
Škoda 14Tr på linje 2 i Jerevan

Jerevans trådbussnät är en del av kollektivtransporterna i Jerevan i Armenien. Det är det enda trådbussnätet i Armenien, efter det att Gyumris trådbusstrafik lades ned 2005.
Jerevans trådbussar sattes i drift i augusti 1949. Som mest fanns det 20 linjer med 300 trådbussar i drift, flera tjeckiska Škoda 9Tr och Škoda 14Tr, samt ryska Zavod imeni Uritskogo ZiU-682. Bussflottan består idag av modellen Škoda 14Tr, rysktillverkade bussar av typ Likinskiy Avtobusnyi Zavod LiAZ-5280 samt Berliet ER100, som tidigare rullat i Lyon i Frankrike.
Trådbussarna i Jerevan fraktade 2013 och 2014 omkring 5 miljoner passagerare respektive år, att jämföra med tunnelbanans omkring 15 miljoner och minibussarnas 105 miljoner.

## Linjer
Idag körs ett 70-tal trådbussar på fem linjer av det kommunalt ägda bolaget Yergortrans.
:

- 1 Garegin Nzhdehtorget — Jrvj
- 2 Charbakh — Erebunimuseet
- 9 Avan — Lärarhögskolan
- 10 Nor Nork – Tunnelbanestation Barekamutyun
- 15 Område 15 — Garegin Nzhdehtorget